# Подманінські пагорби
Подманінські пагорби (Podmanínska pahorkatina) — гірський масив в Словаччині; геоморфологічна підодиниця масиву Поважська рівнина. Середні висоти — 270 метрів. Місце розташування — Тренчинський край.